# 科尔内亚-拉里维耶尔
科尔内亚-拉里维耶尔（法語：Corneilla-la-Rivière，法語：[kɔʁnɛja la ʁivjɛʁ] ⓘ）是法国东比利牛斯省的一个市镇，位于该省中部偏东，属于普拉德区。该市镇总面积11.9平方公里，2009年时的人口为1824人。

## 人口
科尔内亚-拉里维耶尔人口变化图示